# Autonomous Revolutionary Nordic Alliance
Autonomous Revolutionary Nordic Alliance (ARNA) är ett vänsterextremt mobiliseringsnätverk som bildades inför G20-toppmötet i Hamburg 2017. Nätverket fungerar som en paraplyorganisation för flera fristående grupperingar vars ambitioner är att i ett internationellt samarbete bekämpa staten, patriarkatet och kapitalismen. Enbart grupper (ej enskilda individer) kan ansluta sig till ARNA.

## Medlemskap
ARNA består av sju autonoma grupper från Danmark, Finland och Sverige. Dessa inkluderar Revolutionære Antifascister från Danmark, Autonom Organisering, Framåt kamrater och Södra klubben från Sverige, samt A-ryhmä, Emilia och Varisverkosto från Finland.
Tidigare var även Antifascistiske Unge från Danmark, Kämpa Stockholm, Mangla och SUF Lund från Sverige, samt Tampereen anarkistiliitto (TAL) från Finland en del av ARNA.

## ARNA:s aktioner

### G20-mötet i Hamburg
Inför G20-toppmötet 2017 arrangerade ARNA med hjälp av vänsterextrema Amalthea Bokkafé flera bussresor till Tyskland, varpå 200 aktivister från de nordiska länderna deltog i demonstrationerna.
ARNA var ett av de nätverken som låg bakom den uppmärksammade kampanjen och protestaktionen “Welcome to Hell” som ägde rum dagen innan G20-mötet den 6 juli. Våldsamma konfrontationer utbröt mellan aktivisterna och ordningsmakten. Polisen attackerades bland annat med flaskor och gatstenar, vilka i sin tur försökte skingra demonstranterna med hjälp av både vattenkanoner och pepparspray.

### Motdemonstration i Göteborg 2017
När den nazistiska organisationen Nordiska motståndsrörelsen planerade att demonstrera i centrala Göteborg 2017, arrangerade ARNA bussresor till staden. På sociala medier uppmuntrade ARNA sina medlemmar att använda våld mot demonstrationen samt att undvika samarbete med polisen.

### Stöddemonstration för rättegångarna i Tyskland
I samband med att flera tyska AFA-aktivister ställdes inför rätta i juni 2023, arrangerade ARNA bussresor från Danmark till en stöddemonstration i Leipzig, Tyskland. Demonstrationen skulle urarta och bilar sattes i brand och stenar kastades mot poliserna, även en polisstation vandaliserades. Ett 50-tal poliser skadades och 30 demonstranter greps.